# Cheilinus undulatus

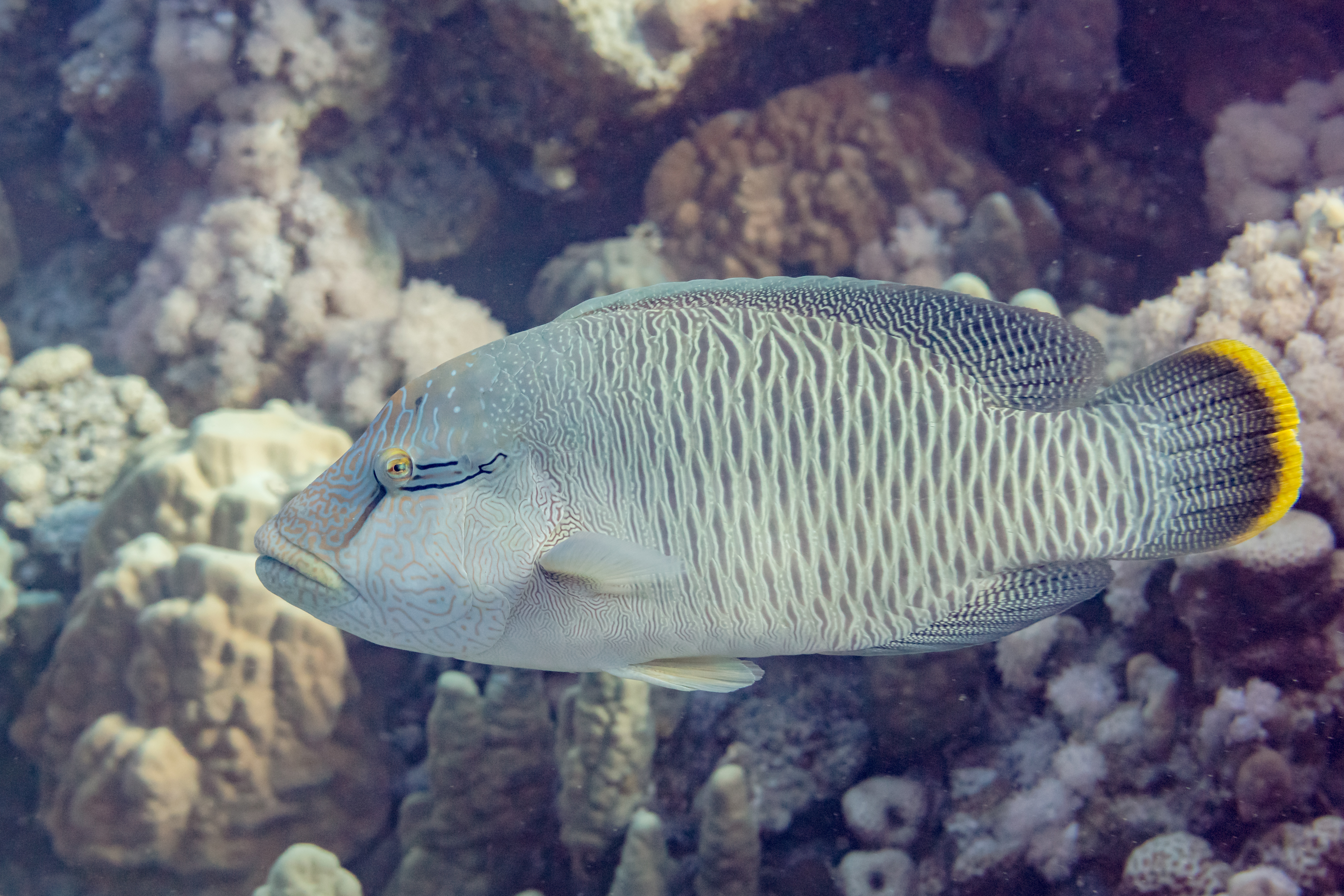
Pez Napoleón en el mar Rojo.

El Pez Napoleón (Cheilinus undulatus), también denominado Pez Humphead o Maorí, es el  miembro más grande de la familia de los lábridos, pudiendo superar los dos metros de longitud y los 200 kg de peso. Habitan en arrecifes, y se alimentan fundamentalmente de crustáceos. Actualmente su población se encuentra en peligro debido a la sobrepesca. Esta especie está catalogada en la Lista Roja de la UICN.

## Descripción
Los Napoleones son hermafroditas, naciendo siempre hembras. Durante los primeros años de vida pueden transformarse en machos, sin que se sepan los motivos o los mecanismos que desencadenan este cambio. Mientras que las hembras no suelen superar el metro de longitud, los machos pueden doblar ese tamaño. Estos peces viven entre 20 y 30 años. 
Sus característica física más reseñables, además de su enorme tamaño, es una protuberancia sobre la cabeza, que le otorga un perfil muy característico, a partir de la cual recibe su nombre común. A pesar de sus dimensiones, son animales pacíficos y no representan ningún peligro para los humanos. Su carne es muy cotizada en la gastronomía de algunos países orientales, particularmente sus labios, lo que ha provocado su rápida disminución, especialmente en los arrecifes en donde no se practica el buceo recreativo. El Napoleón ha sido visto nadando en solitario o en pareja.

## Hábitat

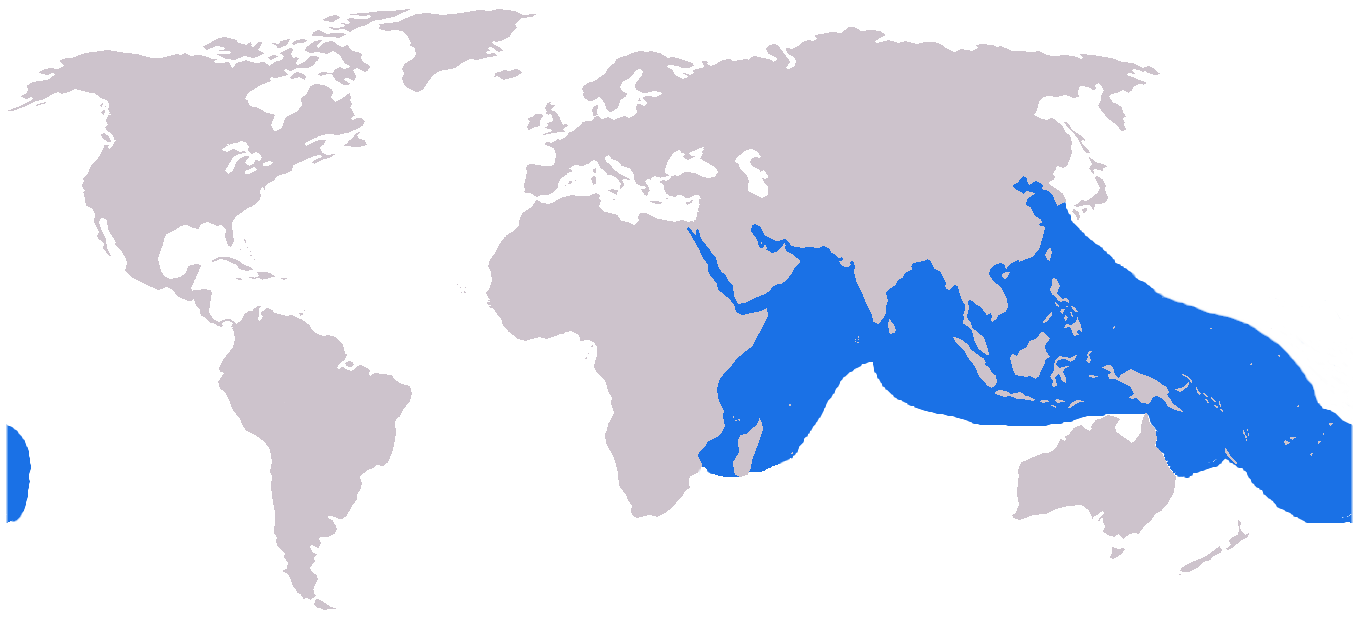
Distribución del Cheilinus undulatus

Esta especie habita en aguas poco profundas, y no ha sido observada más allá de los 100 m de profundidad. Su área de distribución se extiende por todo el arco indopacífico, desde el Mar Rojo hasta Australia.

## Señalización submarina

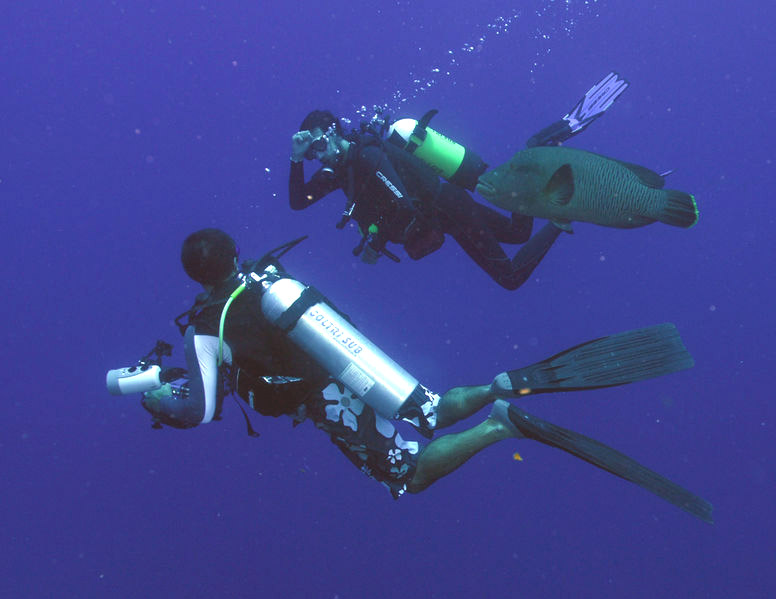
La señal para indicar un pez Napoleón se realiza con el puño en la frente.

En el buceo recreativo, el avistamiento de un pez Napoleón se indica al resto de buceadores colocando el puño en la frente.

### Obras generales
- Eschmeyer, W.N., ed. (1998), Catalog of Fishes (CD), Special Publication of the Center for Biodiversity Research and Information (en inglés), 1-3 (1), San Francisco, California (EUA): California Academy of Sciences, ISBN 9780940228474.
- Fenner, R.M. (2001), The Conscientious Marine Aquarist (en inglés), Neptune City, Nueva Jersey (EUA): T.F.H. Publications, ISBN 9781890087036.
- Helfman, G.; Collette, B.; Facey, D. (1997), The diversity of fishes (en inglés), Malden, Massachusetts (EUA): Blackwell Science, ISBN 9780865422568.
- Hoese, D.F. (1986),  Smith, M.M; Heemstra, P.C., eds., Smiths' sea fishes (en inglés), Berlín (Alemania): Springer-Verlag, ISBN 9783540168515.
- Moyle, P.; Cech, J. (2004), Fishes: An Introduction to Ichthyology (en inglés) (5.ª edición), Upper Saddle River, Nueva Jersey (EUA): Pearson Prentice-Hall, ISBN 9780131008472.
- Nelson, J. (2006), Fishes of the World (en inglés) (4.ª edición), Nueva York (EUA): John Wiley and Sons, ISBN 9780471250319.
- Wheeler, A. (1985) [Primera edición en 1900], The World Encyclopedia of Fishes (en inglés) (2.ª edición), Londres: Macdonald, ISBN 9780356107158.